# Miss Continentes Unidos
O Miss Continentes Unidos é um concurso de beleza feminino realizado periodicamente no Equador, que surgiu a partir do concurso Miss Continente Americano. Foi idealizado pela empresária equatoriana María Carmen de Aguayo e tem como objetivo promover o turismo na cidade de Guaiaquil e congregar os países em torno da beleza das candidatas. A atual detentora do título é Camelle Mercado, das Filipinas, eleita Miss Continentes Unidos 2022 em agosto daquele ano.
Recentemente, o certame não foi realizado em 2020 e 2021 devido à pandemia de covid-29 e em 2023 e 2024 sem motivos conhecidos. 

## Histórico
Criado em 2006 pela empresária e filantropa equatoriana María del Carmen de Aguayo, o Miss Continente Americano tinha como objetivo unir todas as nações latino americanas em busca de um título que representasse a figura máxima da beleza da mulher latina em todo o continente. Desde seus primórdios, despertou olhares internacionais por sua assiduidade e compromisso social, uma vez que anualmente era realizado com um número mínimo de vinte (20) países participantes.  
Assim como todo concurso de beleza de menor prestígio, o foco da organização era aumentar a quantidade de candidatas participantes. Para isso, o concurso passou em 2013 a ser denominado de Miss Continentes Unidos  (Miss United Continents), aceitando representantes de todos  os cinco continentes, Ásia, África, Américas, Oceania e Europa. Com a mudança, o concurso registrou um recorde de 33 candidatas na sua versão de 2017. 
O concurso foi descontinuado a partir de 2023, sem motivos oficiais, mas em dezembro deste mesmo ano María perdeu o contrato com a Miss Universe Organization depois de por 20 anos eleger a Miss Universo Equador. Ela disse, à época, que continuaria elegendo uma Miss Equador, mas o certame não aconteceu em 2023 e 2024.

## Vencedoras

### Miss United Continents (realizado de 2013 em diante)
| Ano  | Edição                                                | País                                                  | Vencedora                                             | C                                                     | Local da final                                            | R                                                     |
| ---- | ----------------------------------------------------- | ----------------------------------------------------- | ----------------------------------------------------- | ----------------------------------------------------- | --------------------------------------------------------- | ----------------------------------------------------- |
| 2013 | 1ª                                                    | Equador                                               | Caroline Aguirre                                      | 27                                                    | Palácio de Cristal, Guaiaquil, Equador.                   | [ 5 ]                                                 |
| 2014 | 2ª                                                    | República Dominicana                                  | Geisha Oca                                            | 31                                                    | Centro de Convenções "Simón Bolívar", Guaiaquil, Equador. | [ 6 ]                                                 |
| 2015 | 3ª                                                    | Brasil                                                | Nathália Lago                                         | 28                                                    | Teatro Centro Cívico "Eloy Alfaro", Guaiaquil, Equador.   | [ 7 ]                                                 |
| 2016 | 4ª                                                    | Filipinas                                             | Jeslyn Santos                                         | 28                                                    | Palácio de Cristal, Guaiaquil, Equador.                   | [ 8 ]                                                 |
| 2017 | 5ª                                                    | Rússia                                                | Tatiana Tsimfer                                       | 33                                                    | Centro de Convenções "Simón Bolívar", Guaiaquil, Equador. | [ 9 ]                                                 |
| 2018 | 6ª                                                    | México                                                | Andrea Sáenz                                          | 31                                                    | Centro de Convenções "Simón Bolívar", Guaiaquil, Equador. | [ 10 ]                                                |
| 2019 | 7ª                                                    | Colômbia                                              | Anairis Cadavid                                       | 31                                                    | Teatro de Arte "León Febres-Cordero", Guaiaquil, Equador. | [ 11 ]                                                |
| 2020 | Edições não realizadas devido a pandemia de Covid-19. | Edições não realizadas devido a pandemia de Covid-19. | Edições não realizadas devido a pandemia de Covid-19. | Edições não realizadas devido a pandemia de Covid-19. | Edições não realizadas devido a pandemia de Covid-19.     | Edições não realizadas devido a pandemia de Covid-19. |
| 2021 | Edições não realizadas devido a pandemia de Covid-19. | Edições não realizadas devido a pandemia de Covid-19. | Edições não realizadas devido a pandemia de Covid-19. | Edições não realizadas devido a pandemia de Covid-19. | Edições não realizadas devido a pandemia de Covid-19.     | Edições não realizadas devido a pandemia de Covid-19. |
| 2022 | 8ª                                                    | Filipinas                                             | Camelle Mercado                                       | 25                                                    | Parque Las Vegas, Portoviejo, Equador.                    | [ 12 ]                                                |

### Miss Continente Americano (realizado de 2006 a 2012)
| Ano  | Edição | País                 | Vencedora         | C  | Local da final                                            | R      |
| ---- | ------ | -------------------- | ----------------- | -- | --------------------------------------------------------- | ------ |
| 2006 | 1ª     | República Dominicana | Mía Taveras       | 21 | Palácio de Cristal, Guaiaquil, Equador.                   | [ 13 ] |
| 2007 | 2ª     | República Dominicana | Marianne Cruz     | 22 | Centro de Convenções "Simón Bolívar", Guaiaquil, Equador. | [ 14 ] |
| 2008 | 3ª     | México               | Lupita González   | 20 | Centro de Convenções "Simón Bolívar", Guaiaquil, Equador. | [ 15 ] |
| 2009 | 4ª     | Colômbia             | Lina Mosquera     | 20 | Centro de Convenções "Simón Bolívar", Guaiaquil, Equador. | [ 16 ] |
| 2010 | 5ª     | Peru                 | Giuliana Zevallos | 20 | Palácio de Cristal, Guaiaquil, Equador.                   | [ 17 ] |
| 2011 | 6ª     | Equador              | Claudia Schiess   | 21 | Centro de Convenções "Simón Bolívar", Guaiaquil, Equador. | [ 18 ] |
| 2012 | 7ª     | Brasil               | Camila Serakides  | 21 | Palácio de Cristal, Guaiaquil, Equador.                   | [ 19 ] |

### Galeria das vencedoras

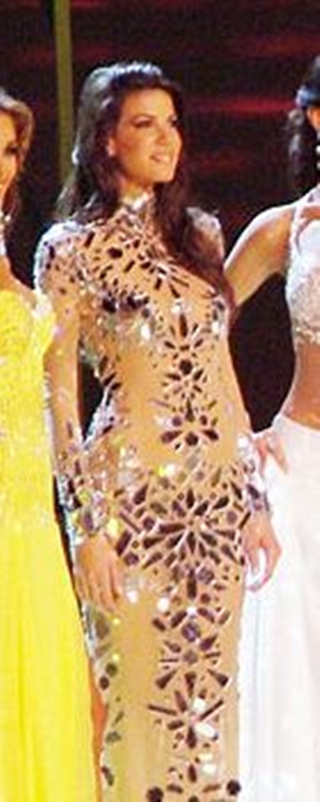
Marianne Cruz, 2007
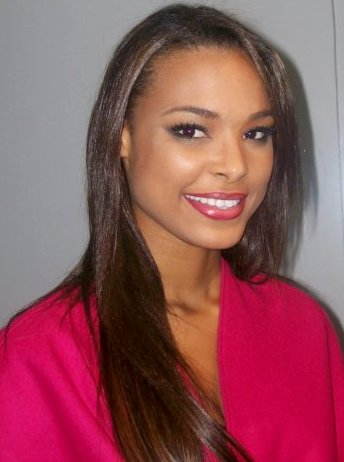
Lina Mosquera, 2009
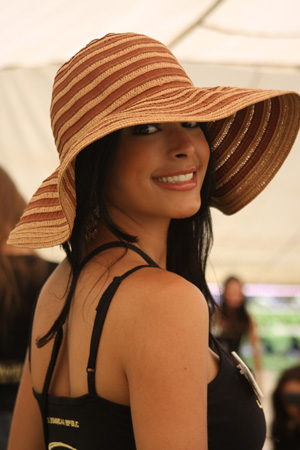
Geisha Montes, 2014

## Conquistas por País
| Títulos | País                 | Vitórias         |
| ------- | -------------------- | ---------------- |
| 3       | República Dominicana | 2006, 2007, 2014 |
| 2       | Filipinas            | 2016, 2022       |
| 2       | Colômbia             | 2009, 2019       |
| 2       | México               | 2008, 2018       |
| 2       | Brasil               | 2012, 2015       |
| 2       | Equador              | 2011, 2013       |
| 1       | Rússia               | 2017             |
| 1       | Peru                 | 2010             |